# 布朗庫河

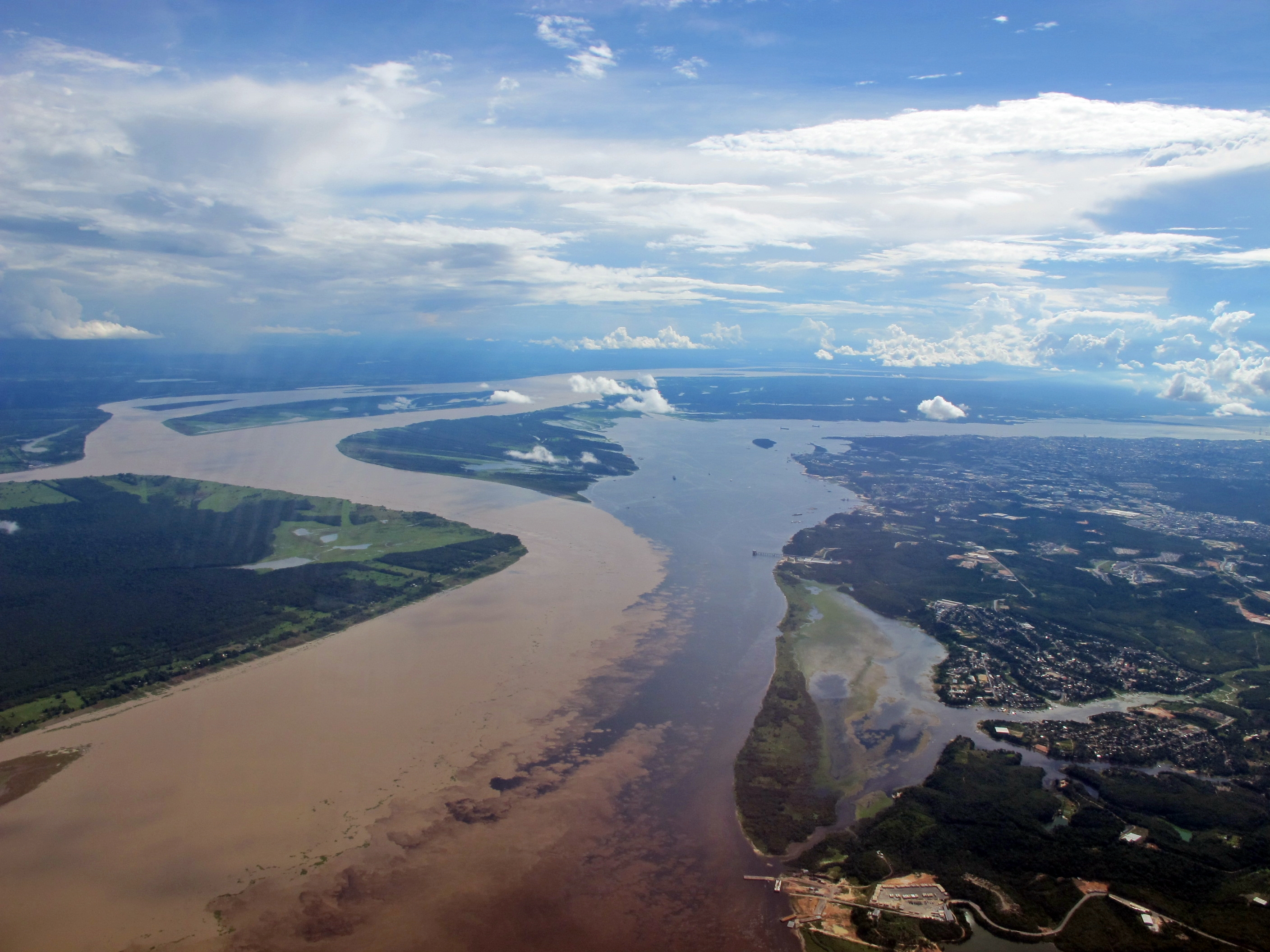
布朗庫河

布朗庫河（葡萄牙語：Rio Branco），或译布兰科河，全長350英哩，是内格罗河的主要北部支流，而鋸齒山脊的支流將委內瑞拉和圭亞那由巴西分開。其中兩道主要支流有乌拉里奎拉河（Uraricoera）和將布朗庫河跟埃塞奎博河發源地連接的塔庫圖河。
布朗庫河向南流，經過多個水道和潟湖流進内格罗河，直到與乌拉里奎拉河的匯流點，河中有不少島嶼，距離河口235英哩有急流。